# Larissa Araújo
Larissa Fais Munhoz Araújo (n. 1 iulie 1992, în Curitiba) este o handbalistă braziliană care joacă pentru clubul românesc CSM Corona Brașov. Araújo, care evoluează pe postul de extremă stânga, a fost legitimată anterior la echipa maghiară ÉRD și cele românești CS Măgura Cisnădie, „U” Cluj, CS Minaur Baia Mare și HC Dunărea Brăila.
Larissa Araújo a câștigat medalia de bronz la Jocurile Olimpice pentru Tineret din 2010, care au avut loc în Singapore, și a făcut parte din echipa Braziliei la Campionatul Mondial pentru Tineret din 2012, desfășurat în Cehia.
În 2015, handbalista a fost selecționată în echipa Braziliei care s-a clasat pe locul 10 la Campionatul Mondial din 2015.

## Palmares
- Liga Națională:
  -  Medalie de argint: 2021
  -  Medalie de bronz: 2018

- Cupa României:
  -  Finalistă: 2024
  -  Medalie de bronz: 2023

- Supercupa României:
  -  Medalie de bronz: 2023

- Liga Europeană:
  -  Medalie de bronz (Turneul Final Four): 2021
  - Locul IV (Turneul Final Four): 2024

- Cupa EHF:
  - Grupe: 2017, 2019

- Campionatul Pan-American:
  -  Medalie de aur: 2015

- Jocurile Olimpice pentru Tineret:
  -  Medalie de bronz: 2010